# Meherpur
Meherpur (engelska: Meherpur District) är ett distrikt i Bangladesh.   Det ligger i provinsen Khulna, i den västra delen av landet, 170 km väster om huvudstaden Dhaka. Antalet invånare är 655 392.
Trakten runt Meherpur består till största delen av jordbruksmark. Runt Meherpur är det tätbefolkat, med 947 invånare per kvadratkilometer.